# أندريس كونيا
أندريس إسماعيل كونيا سوكا (بالإسبانية: Andrés Cunha) (ولد في 8 سبتمبر 1976) هو حكم كرة قدم دولي من مونتيفيديو، أوروغواي. وقد كان حكم فيفا منذ عام 2013 وقد أدار العديد من المباريات الهامة في كأس ليبرتادوريس وكوبا أمريكا. كما أدار كونيا مباريات كأس العالم تحت 20 سنة 2017 في جمهورية كوريا. خلال المباريات الدولية، فإن حكامه المساعدين هم نيكولاس تاران وماوريسيو إسبينوزا. على المستوى الوطني، تدير كونيا بانتظام مباريات في القسم الأول في أوروغواي.

## روابط خارجية
- أندريس كونيا على موقع Soccerway.com (الإنجليزية)
- أندريس كونيا على موقع أوليمبيديا (الإنجليزية)